# Луј Блерио
Луј Блерио (фр. Louis Blériot; Камбре, 1. јул 1872 — Париз, 1. август 1936) је био француски летач и конструктор авиона.
Његови почеци у авијацији су били мање него успјешни. Градио је читав низ летјелица, са машућим крилима и других, али тек у периоду 1900—1903. успијева да створи донекле успјешан модел. Углавном је послије тога градио авионе једнокрилце. Његов тип из 1906. има мотор са три цилиндра.
Блерио је најпознатији по првом успјешном прелијетању канала Ламанш 25. јула 1909. између Калеа и Довера. Пријеђена удаљеност је била око 40 km, вријеме 37 минута, а висина лета 50-100 метара.
У Првом свјетском рату његови типови су били врло значајни у француском ратном ваздухопловству, а продавани су и другим државама. Спад  и Спад  су били нарочито успјешни ловци.
Блерио је давао допринос развоју ваздухопловства до краја живота и први је носилац пилотске дипломе Међународне ваздухопловне федерације (ФАИ).